# Binet-Valmer
Jean-Auguste-Gustave Binet, dit Binet-Valmer, Genève, 3 juin 1875 – Paris, 20 avril 1940, est un écrivain franco-suisse, actif dans les milieux d'anciens combattants de droite dans les années 1920.

## Biographie

### L'écrivain et le journaliste
Jean Auguste Gustave Binet de Valmer, qui signe Binet-Valmer, naît en 1875 à Genève, en Suisse, d'une famille de protestants réfugiés dans ce pays après la révocation de l'Édit de Nantes. Son père est médecin et lui-même étudie la médecine et se fixe à Paris où il est externe des hôpitaux en 1898. Cependant il se consacre bientôt à la littérature, publie des romans à partir de 1900 et fonde en 1901 la revue La Renaissance latine. Très prolifique, surtout des années 1910 aux années 1930, il publie de nombreux romans de mœurs. Certains, comme Lucien, traitent de l'homosexualité. Il fait paraître certains de ses romans dans la revue les Œuvres libres. Il collabore au quotidien Comœdia en tant que critique littéraire, au quotidien Le Journal, de 1911 à sa mort; il y publie des romans et de nombreux contes. Il obtient la croix de la Légion d'honneur en mai 1914 à titre étranger, puis il est promu officier en 1920, sur la proposition du ministère de l'instruction publique et des beaux-arts.
Il cosigne deux manifestes d'intellectuels de droite, initiés par Henri Massis: Pour un parti de l'intelligence en 1919 et le Manifeste des intellectuels français pour la défense de l'Occident et la paix en Europe en 1935.
Il est le secrétaire avant et après guerre du cercle Hoche, où des personnalités pratiquent l'escrime.

### L'ancien combattant de droite
|  |

Au début de la Première Guerre mondiale, en 1914, il se fait naturaliser français et s'engage dans l'armée, à 39 ans, sous les ordres du général de Trentinian. Simple soldat aux débuts des hostilités, il est promu sous-lieutenant en 1915. Il commande une section de chars en 1917. Il est blessé trois fois, cité quatre fois, ce qui favorise sa promotion au grade d'officier de la Légion d'honneur en janvier 1920,.
En 1919, ce patriote à la manière de Paul Déroulède, cocardier, fonde une association d'anciens combattants nationalistes, la Ligue des chefs de section, très anticommuniste et qui prône le culte de l'héroïsme guerrier. Avec d'autres, il appuie la campagne de presse menée dans L'Intransigeant et Le Journal par le député André Paisant exigeant que les anciens combattants soient honorés le 11 novembre 1920 par l'intermédiaire du soldat inconnu, alors que le gouvernement prévoyait de faire entrer le cœur de Gambetta au Panthéon, au cours d'une cérémonie couplant les 50 ans de la République et la commémoration de la victoire de 1918, et, avec le poète Gabriel Boissy, il aurait été jusqu'à menacer de saboter la cérémonie officielle,,,,. 
Il est aussi l'un des organisateurs du lieu de mémoire de la clairière de Rethondes où fut signé l'armistice de 1918; il rédige le texte patriotique inscrit sur la dalle, que les Allemands brisèrent en 1940: « Ici le 11 novembre 1918 succomba le criminel orgueil de l'empire allemand vaincu par les peuples libres qu'il prétendait asservir »,. C'est lui qui, en outre, aurait inventé le nom de chambre bleu-horizon pour désigner l'assemblée du Bloc national,,. En 1922, il engage comme secrétaire un jeune Belge qui débarque à Paris : Georges Simenon. Il préside la Ligue jusqu'en 1929. Il entre en 1924 au comité directeur de la vieille Ligue des patriotes. Il a aussi milité pour l'érection de la statue de Joffre en 1939.
Il est vice-président du comité de la Flamme (du soldat inconnu), et porte-drapeau,,,. Il est aussi membre de l'Association des décorés au péril de leur vie, et membre des Croix-de-feu, dès ses débuts,,
À partir de 1929, il se rallie publiquement à l'Action française, dont il était proche auparavant: il adhère aux Camelots du roi,, entre au comité de l'association Marius Plateau (anciens combattants d'Action française), accepte de Maxime Real del Sarte la présidence des Compagnons de Jeanne d'Arc,. En 1931, Binet-Valmer intervient aux côtés des Camelots du roi contre une réunion pacifiste tenue à Paris. Il prend part à la Crise du 6 février 1934. Il est l'un des orateurs à un meeting du Front national (années 1930) contre les sanctions à l'égard de l'Italie en 1935. Il se trouve dans les locaux de l'Action française lorsqu'ils sont perquisitionnés en février 1936, en vue de la dissolution de la ligue royaliste. Il prend parti comme l'Action française contre le dirigeant du Parti social français en 1937, le colonel François de La Rocque. Un témoignage sur les coulisses de la ligue d'AF souligne son alcoolisme.
Léon Daudet lui rend hommage à sa mort dans l'Action française, comme ses amis Brunet, Georges Lecomte, Charles Trochu, Maxime Real del Sarte, lors de ses obsèques, auxquelles assistent les dirigeants du comité de la flamme, une délégation de la ligue des chefs de section, le directeur du Journal, le général Niessel, Gaston Le Provost de Launay.

## Distinctions
- Officier de la Légion d'honneur (1920)

## Œuvres

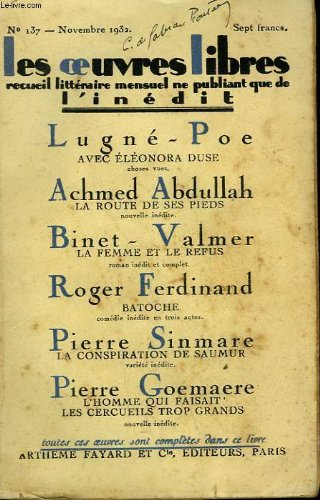
Publication de La Femme et le refus dans la revue Les Œuvres libres en novembre 1932.

- Le Sphinx de plâtre, Mercure de France, 1900.
- Les Métèques (roman de mœurs parisiennes), 1900 (Lire en ligne).
- Le Gamin tendre, Mercure de France, 1901 (Lire en ligne).
- Lucien [roman], Librairie Paul Ollendorff, 1910 (rééditions chez Flammarion à partir de 1918).
- Notre pauvre amour [roman], Librairie Paul Ollendorff, 1911.
- Le Plaisir [roman], Librairie Paul Ollendorff, 1912 (rééditions chez Flammarion) (Lire en ligne).
- Le Cœur en désordre [roman], Librairie Paul Ollendorff, 1912.
- La Créature [roman], Librairie Paul Ollendorff, 1913.
- L'Homme dépouillé (nouvelles), Librairie Paul Ollendorff, 1914.
- La Passion (roman), Librairie Paul Ollendorff, 1914.
- Mémoires d'un engagé volontaire, Flammarion, 1918.
- Le Mendiant magnifique, Flammarion, 1919.
- L'Enfant qui meurt (roman), Flammarion, 1921 ; 2 tomes.
- Les Jours sans gloire, (roman), Flammarion, 1922.
- Le Désordre (roman), Flammarion, 1923.
- Le Désir et le Péché, Flammarion, 1923.
- Une femme a tué, Flammarion, 1924.
- Le Sang, Flammarion (Select-collection), 1924 (Lire en ligne)
- Les Exaltées (roman), Flammarion, 1925 (Lire en ligne)
- La prostituée ingénue (roman), Flammarion, 1925 (Lire en ligne)
- Le Village près du ciel (roman), Flammarion, 1926 (Lire en ligne)
- La Femme blessée (roman), Flammarion, 1927 (Lire en ligne)
- Un grand Français : Coligny, Flammarion, 1927.
- Sur le sable couchées (roman), Flammarion, 1928.
- Irina l'exilée, Flammarion, 1928.
- La Vie amoureuse de Marie Walewska, la femme polonaise de Napoléon, Flammarion, 1928.
- La Tragédie du retour (roman de l'amour et de l'âge), Flammarion, 1929.
- La Lumière (roman d'une cécité), Flammarion, 1929.
- La Foire d'empoigne (roman d'une autre république), Flammarion, 1930.
- La Femme qui travaille (roman), Flammarion, 1930.
- La Prostituée ingénue (roman), Flammarion, 1930.
- Le Jardin de l'impure, (roman), Flammarion, 1930.
- Aujourd'hui un homme (roman), Flammarion, 1931.
- La Luxure (roman), Flammarion, 1932.
- Une épouse et son destin (roman), Flammarion, 1932.
- Maîtres du monde (roman), Flammarion, 1933.
- Le Regard, (roman), Flammarion, 1934.
- Bathilde et l'Assassin, (roman), Flammarion, 1935.
- Sarah Bernhardt, Flammarion, 1936.
- Le Fumier (romain contemporain), 1936.
- La Princesse nue, Arthème Fayard (collection Le livre de demain), 1937.
- L'Héritage (roman), Flammarion, 1938.
- Les Esprits de ténèbres (roman), Flammarion, 1940.